# Louis Williquet
Louis Williquet (1890 – ?) fou un aixecador belga que va competir a començaments del segle xx.
El 1920 va prendre part en els Jocs Olímpics d'Anvers, on disputà la prova del pes lleuger, per a aixecadors amb un pes inferior a 67,5 kg, del programa d'halterofília. En ella guanyà la medalla de plata amb un pes total de 240,0 kg alçats.